# 27. podmorniška flotilja (Wehrmacht)
Za druge 27. flotilje glejte 27. flotilja.
27. podmorniška flotilja je bila podmorniška flotilja v sestavi Kriegsmarine med drugo svetovno vojno.
Flotilja je bila šolska vojaška enota, kjer so posadke novih podmornic opravile 8-15 dni trajajoči taktični tečaj. To je bila zadnja šolska postaja, predno je bila podmornica razglašena za operativno sposobno. Flotilja je tako izvajala navidezen napad na ladijski konvoj, pri čemer se je morala nova podmornica neopazno približati tarči in jo potopiti.

## Baze
- januar 1940 - marec 1945: Gdynia

## Podmornice
Razredi podmornic
Seznam podmornic
- UD-4

## Poveljstvo
Poveljnik
- Kapitan korvete Ernst Sobe (januar 1940 - december 1941)
- Kapitan fregate Werner Hartmann (december 1941 - oktober 1942)
- Kapitan korvete Erich Topp (oktober 1942 - avgust 1944)
- Kapitanporočnik Ernst Bauer (oktober 1944 - marec 1945)